# محمد عظیمه
محمد عظیمه (انگلیسی: Mohamed Azima؛ زادهٔ ۱۷ اکتبر ۱۹۶۸) یک بازیکن فوتبال اهل مصر است.

## باشگاهی
از باشگاه‌هایی که در آن بازی کرده‌است می‌توان به باشگاه فوتبال اس‌سی فورتونا کلن، باشگاه فوتبال آرمینیا بیله‌فلد، باشگاه ورزشی الاهلی مصر، اولسان هیوندای، اشاره کرد.

## تیم ملی
وی همچنین در تیم ملی فوتبال مصر بازی کرده است.